# Perigonia lusca
Perigonia lusca là một loài bướm đêm thuộc họ Sphingidae.

## phân phát
Loài này có ở mỏm bắc của Nam Mỹ, qua hầu hết Trung Mỹ, và tới Florida ở Hoa Kỳ.

## miêu tả

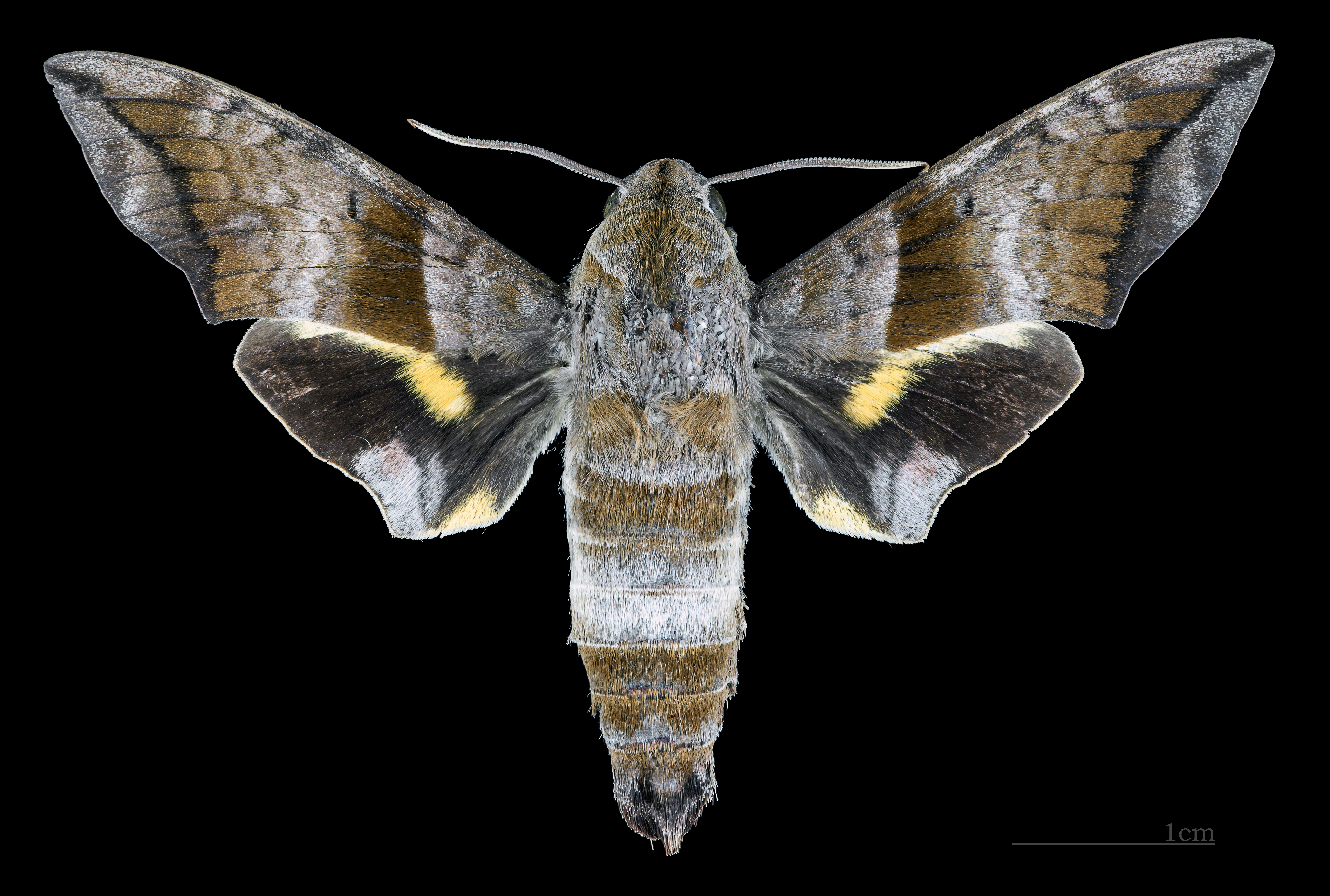
♂
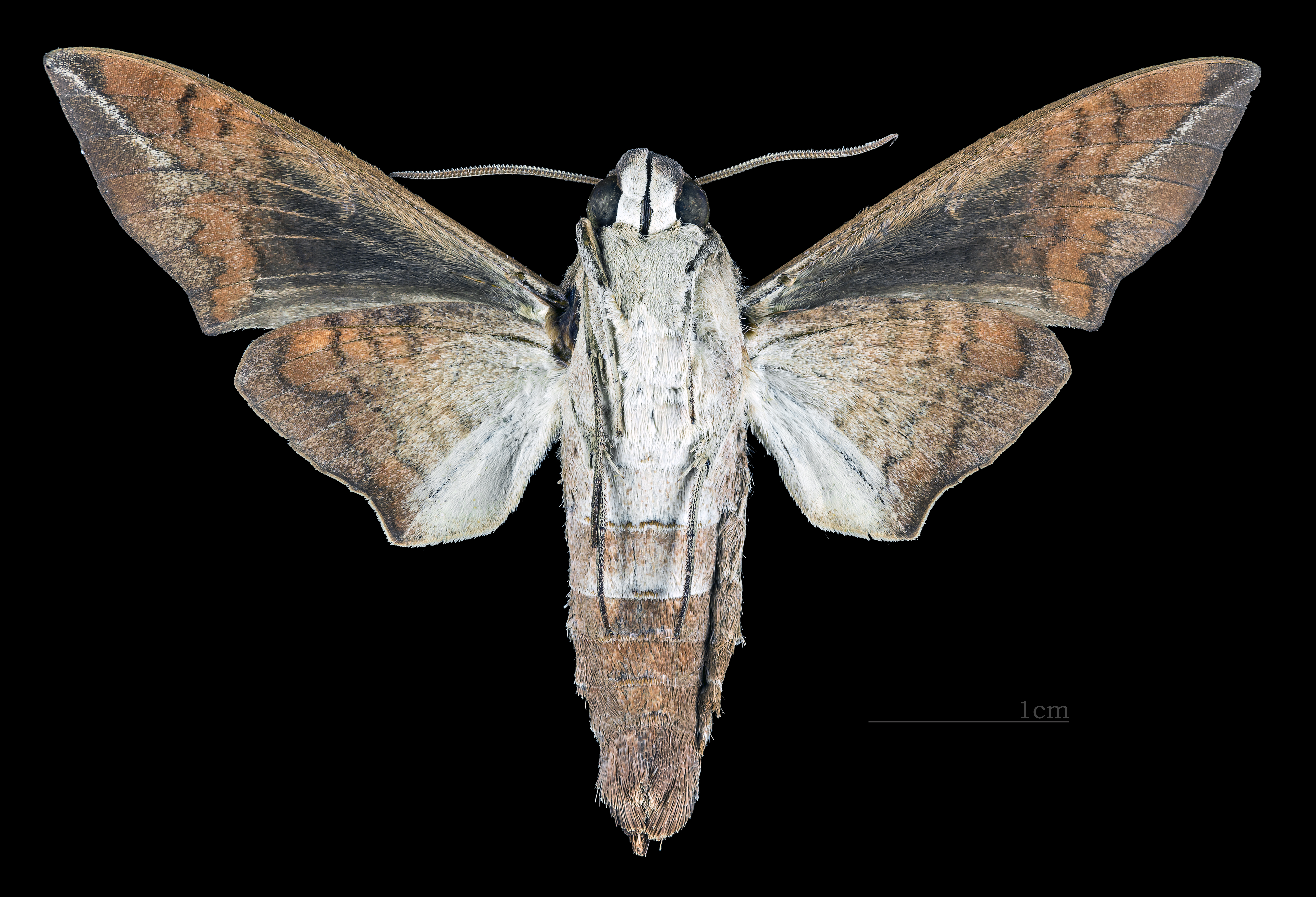
♂ △
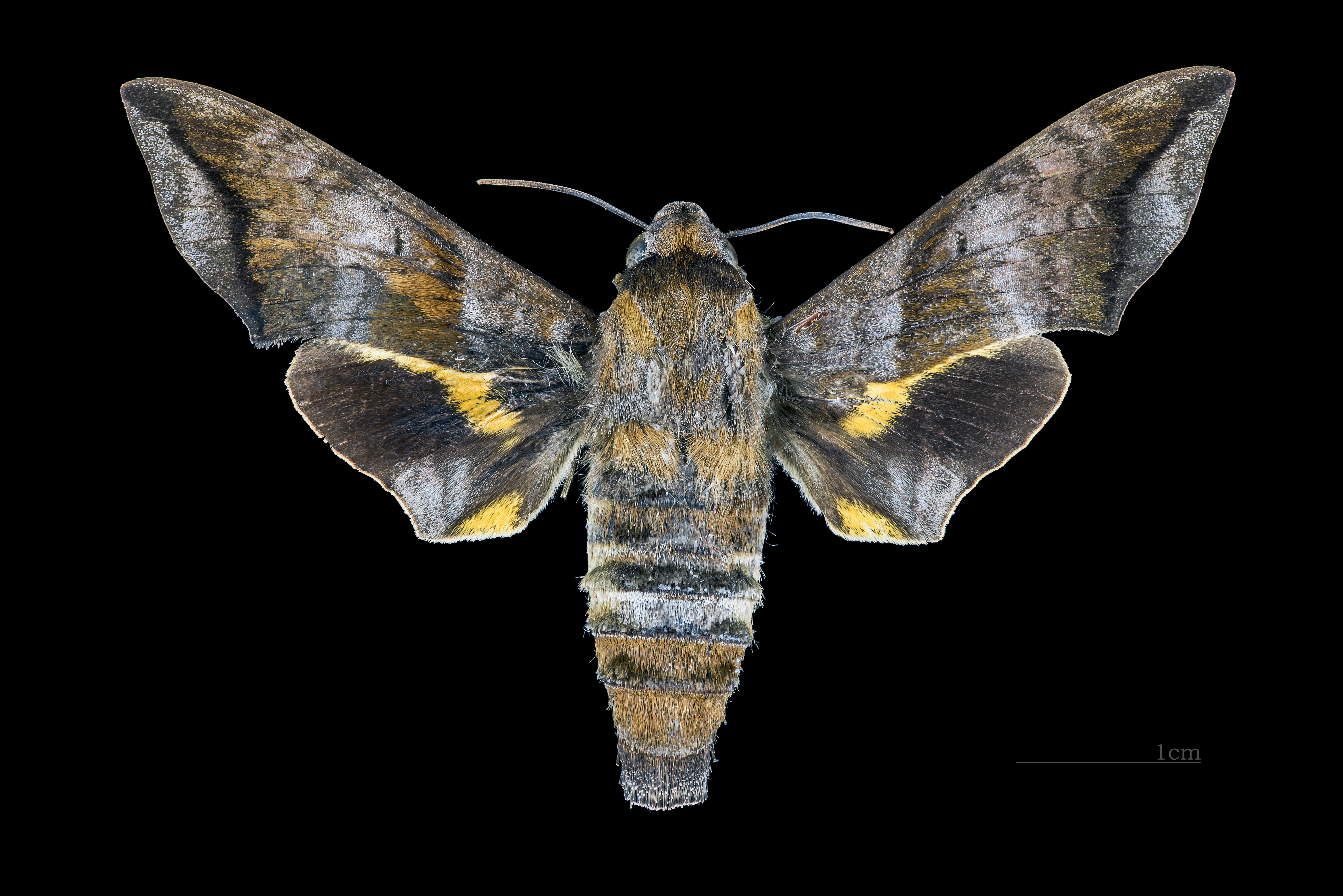
♀
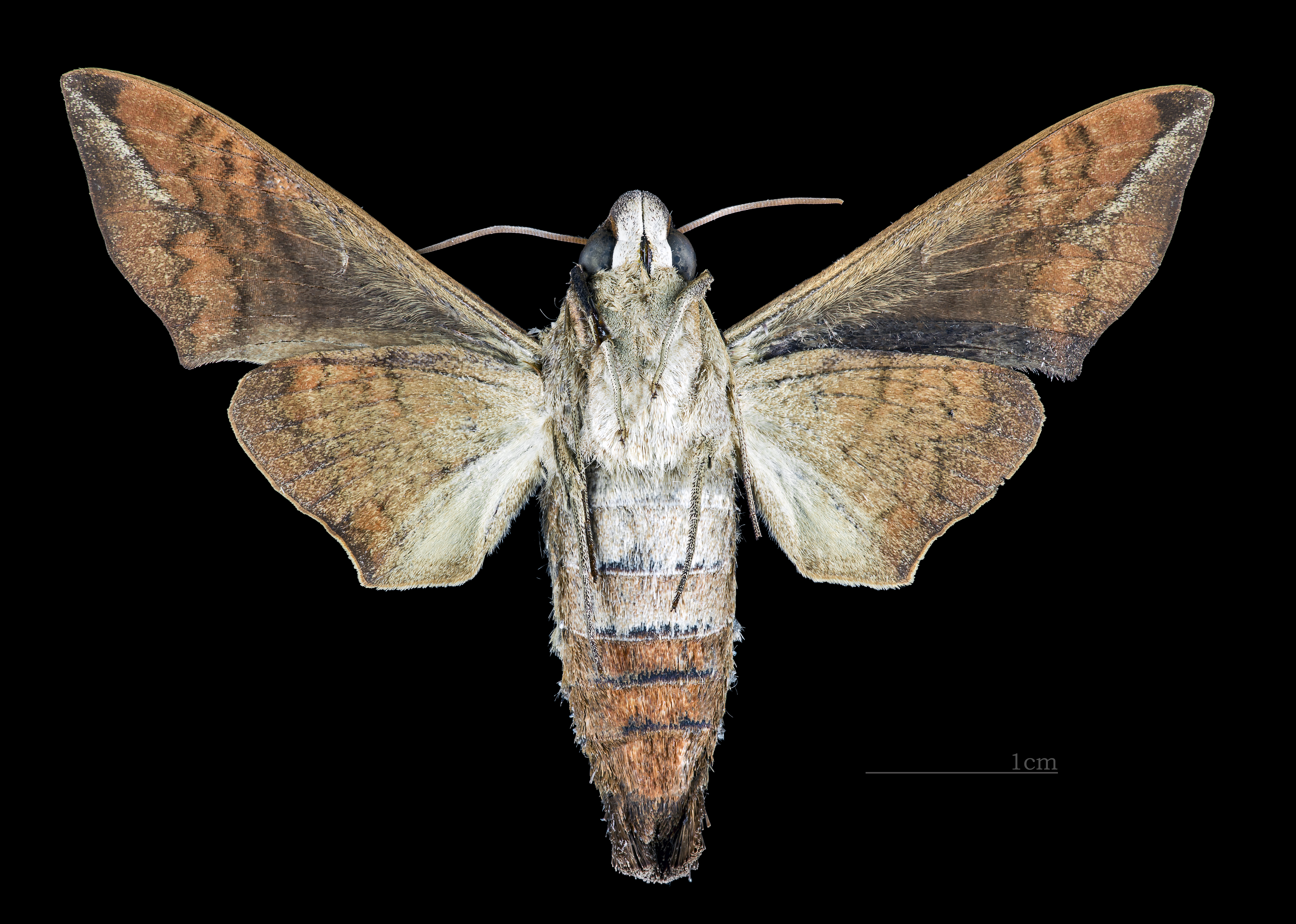
♀ △

Sải cánh từ 55–65 mm. 

## sinh học
Mỗi năm loài này có vài thế hệ ở phía nam Florida. Trên quần đảo Galapagos, cá thể trưởng thành mọc cánh vào tháng 4 và tháng 7. Ở khu vực nhiệt đới, cá thể trưởng thành có thể mọc cánh quanh năm.
Ấu trùng được ghi nhận ăn các loài Guettarda macrosperma, Guettarda scabra, Coffea (bao gồm Coffea arabica), Ilex krugiana, Ilex paraguariensis, Genipa americana, Rondeletia, Gonzalagunia (bao gồm Gonzalagunia spicata) và Cinchona succirubra.

## Phân loài
- Perigonia lusca lusca (Mexico to Panama và Honduras, Venezuela, Paraguay, Argentina, Brasil, Bolivia, Bahamas, Cuba, Puerto Rico, St. Vincent, phía nam Hoa Kỳ)
- Perigonia lusca continua Vázquez-G., 1959 (các đảo Revillagigedo và Soccoro ở Mexico)
- Perigonia lusca f. interruptaWalker,1875 (Cuba)

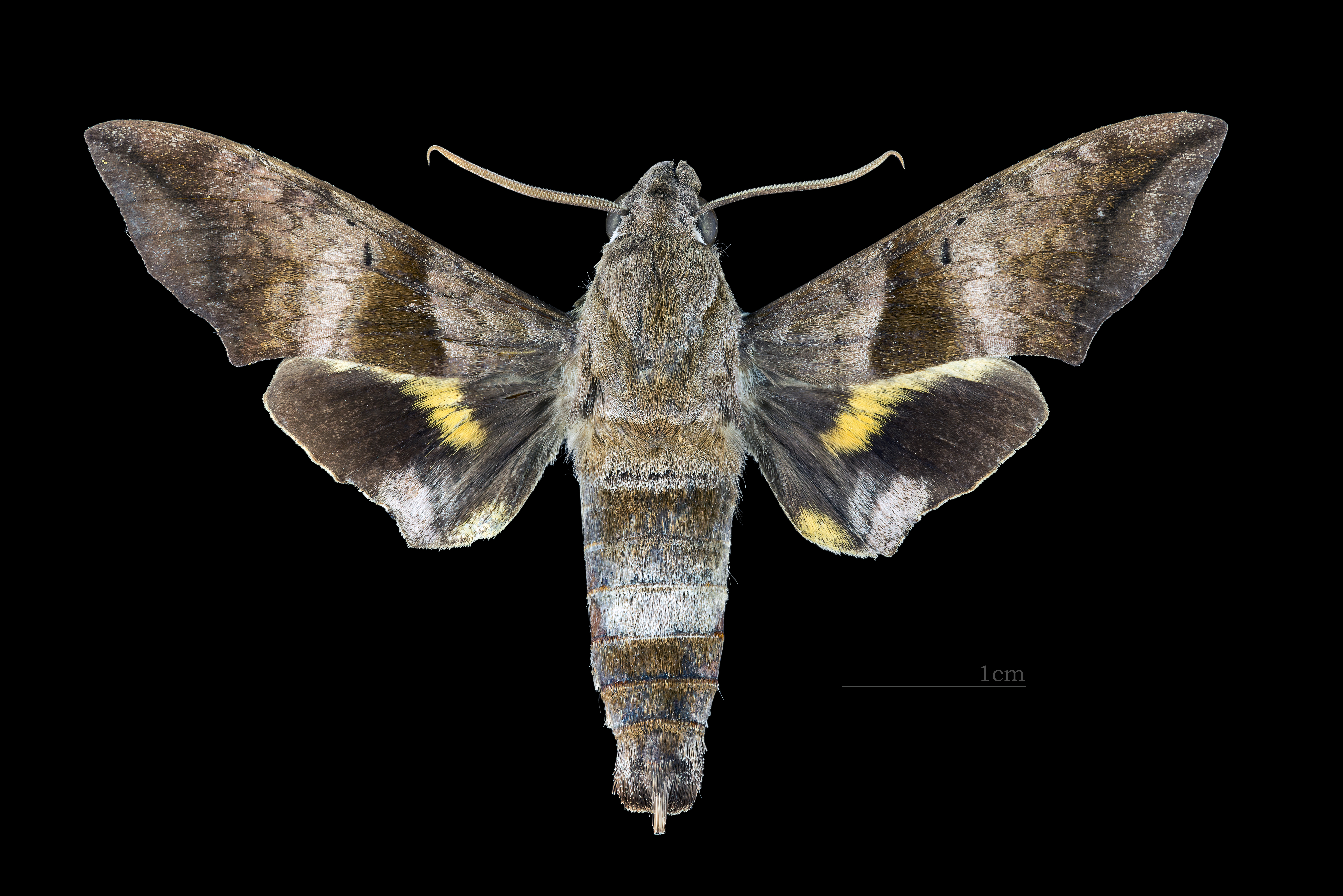
Perigonia lusca f. interrupta ♂
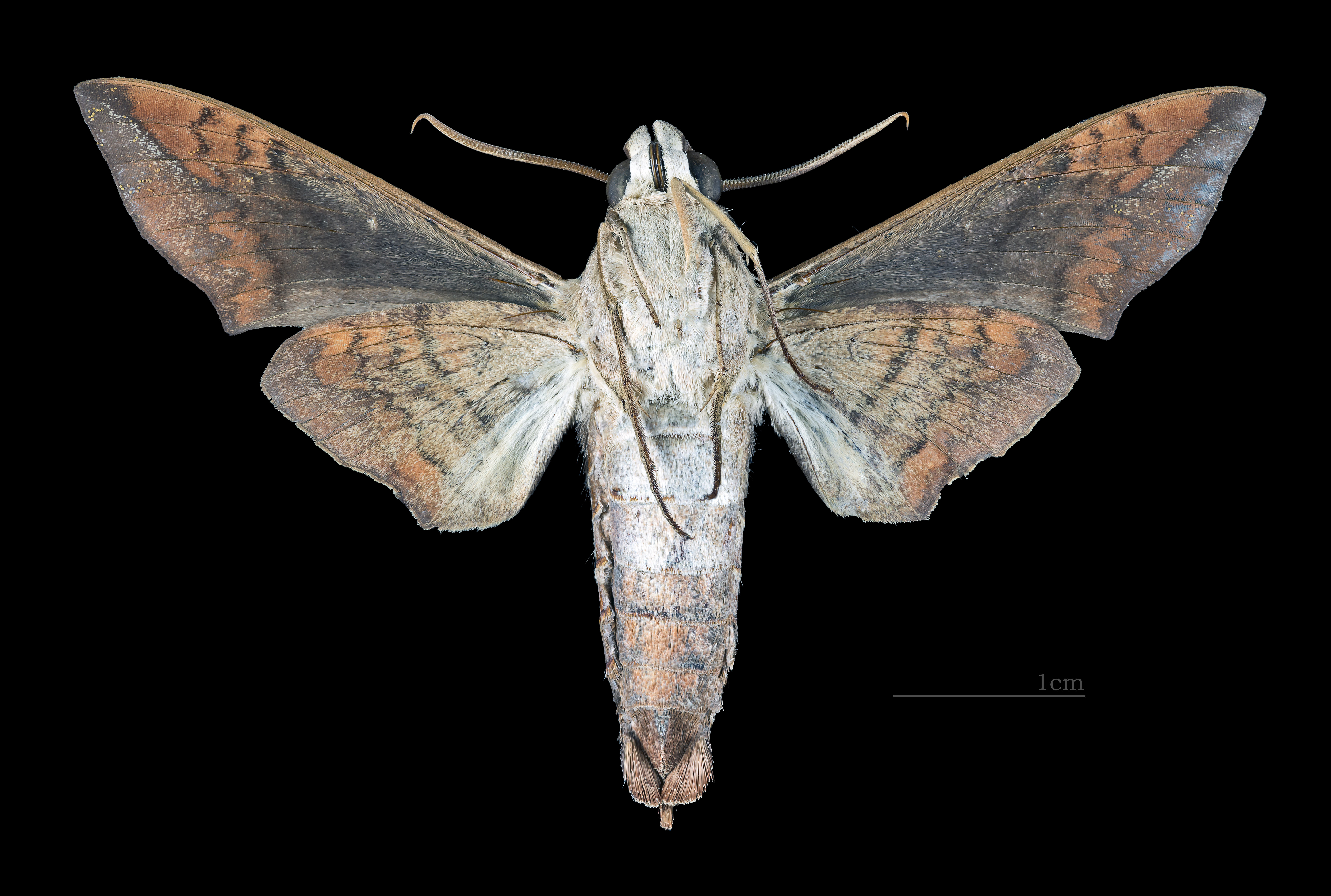
Perigonia lusca f. interrupta ♂ △
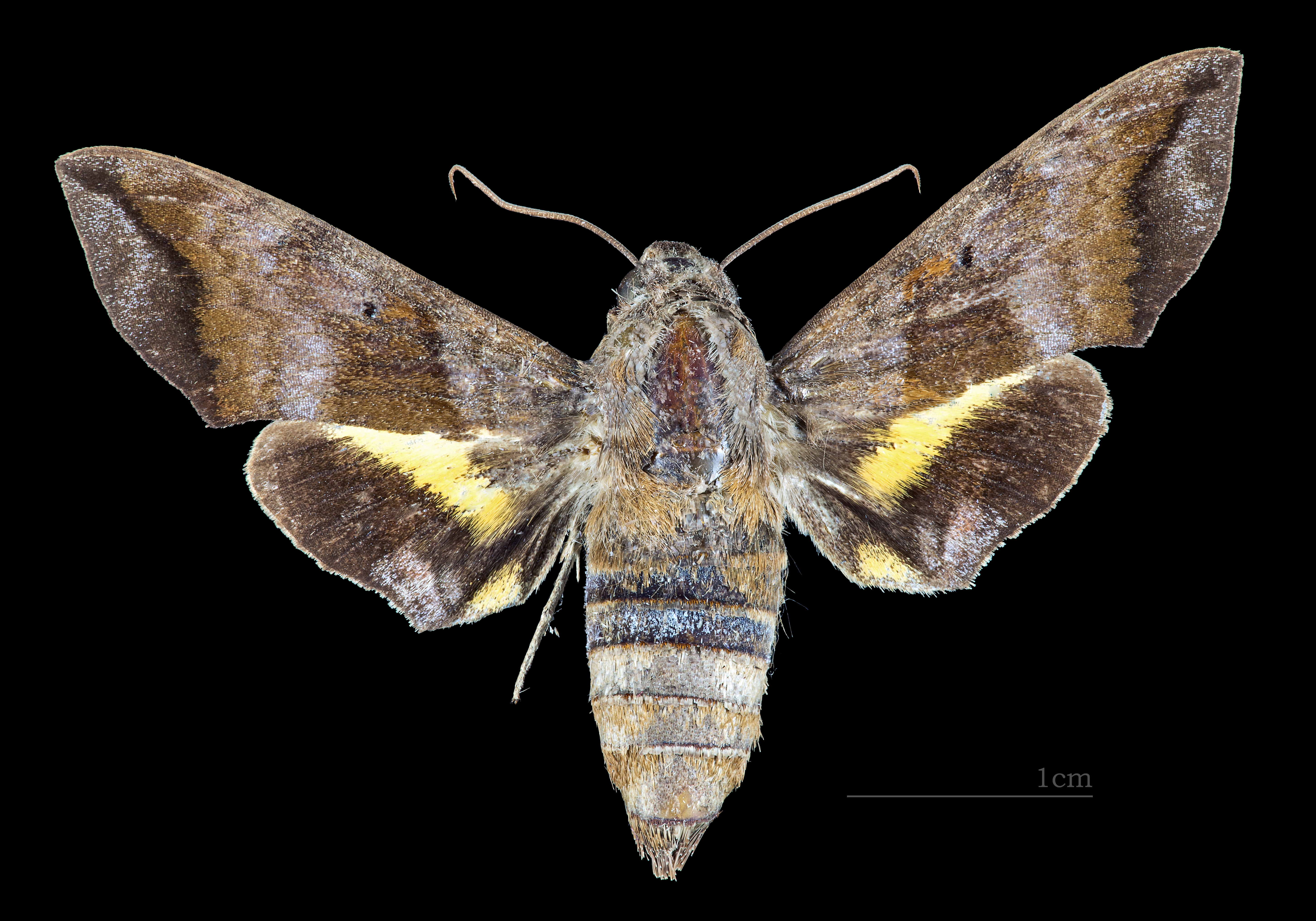
Perigonia lusca f. interrupta  ♀
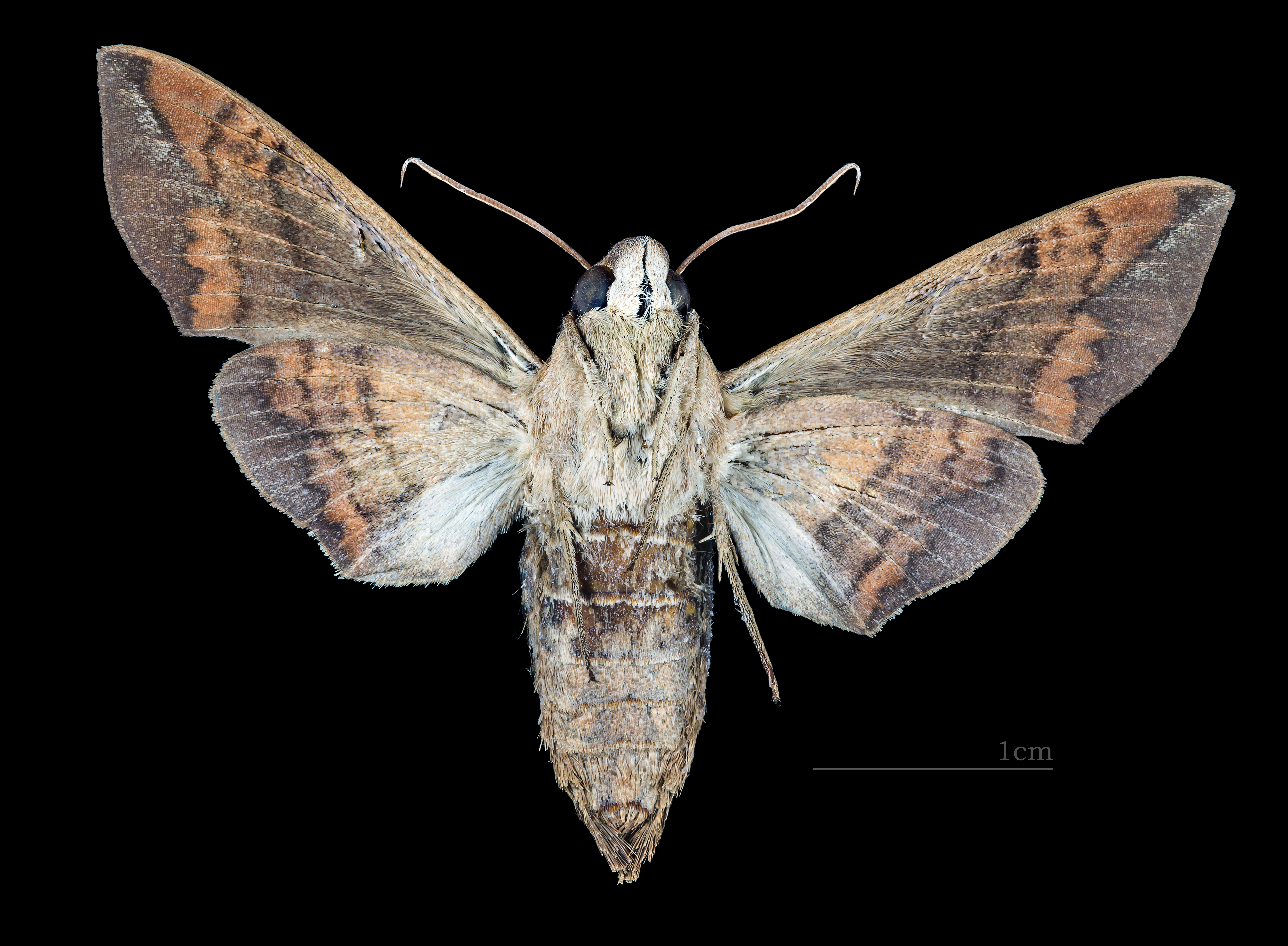
Perigonia lusca f. interrupta  ♀ △